# Erebia kotzschae
Erebia kotzschae är en fjärilsart som beskrevs av Goltz 1937. Erebia kotzschae ingår i släktet Erebia och familjen praktfjärilar. Inga underarter finns listade i Catalogue of Life.